# Viaje a Burgos
Viaje a Burgos (Burgos Voyage) es un documental del año 1911 dirigido por el director turolense Segundo de Chomón, quien colaboró con el director italiano Giuseppe de Liguoro. El documental está íntegramente filmado en la provincia de Burgos y tiene una duración de 4 minutos y 14 segundos. Fue publicado y distribuido por la productora francesa Pathé. La cinta original se encuentra almacenada en el Centro Nacional de Cinematografía de la localidad francesa de Bois D’Arcy. Actualmente la película es de dominio público y pueden encontrarse varias copias en la red, una de las más recurrentes la que está acompañada por una composición de guitarra del reconocido músico burgalés Antonio José.

### Sinopsis
Viaje a Burgos presenta a Burgos como "una de las ciudades más interesantes de España por los monumentos que encierra" y hace un recorrido por los lugares más emblemáticos de la ciudad que se listan a continuación:
- Iglesia de San Esteban
- Monasterio de las Huelgas
- Plaza de la Libertad
- Casa del Cordón
- Catedral de Santa María la Mayor
- Arco de Santa María
- Plaza Mayor de Burgos
- Río Arlanzón a su paso por la ciudad
- Paseo de la Isla

### Producción
La película fue rodada en blanco y negro, el color fue añadido después, directamente sobre los fotogramas.